# Mechanismus von Antikythera

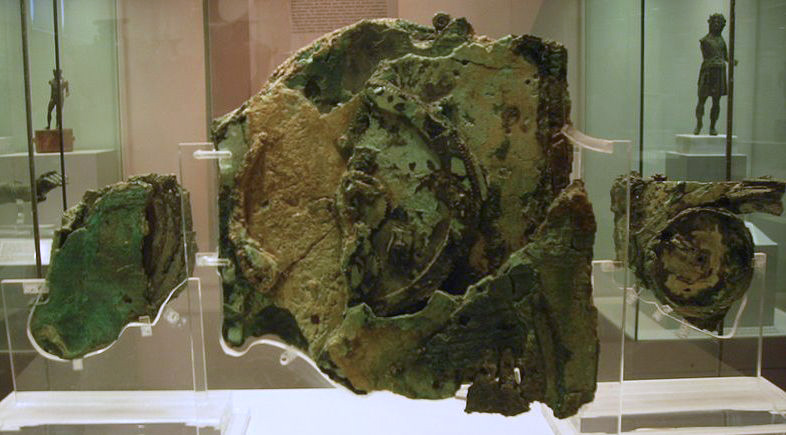
Die im Archäologischen Nationalmuseum (Athen) ausgestellten Fragmente B, A, und C (von links)

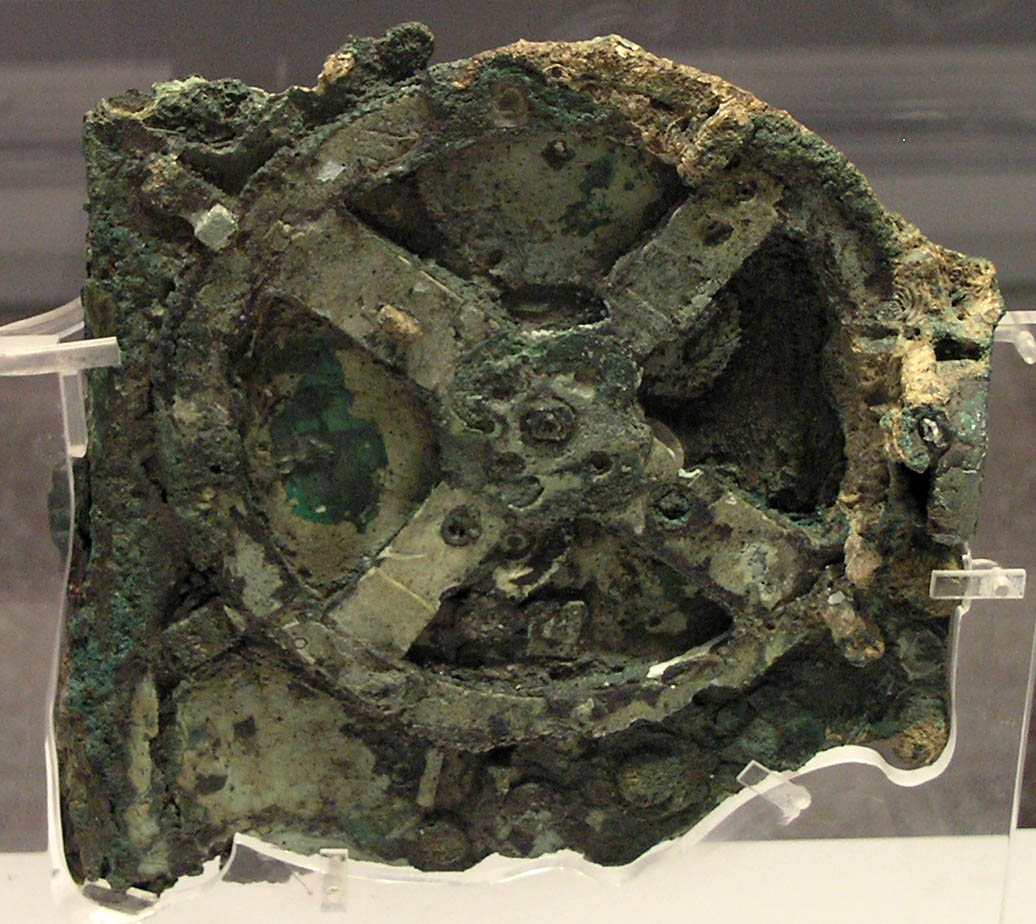
Die Vorderseite des Fragments A mit vierspeichigem Hauptantriebsrad

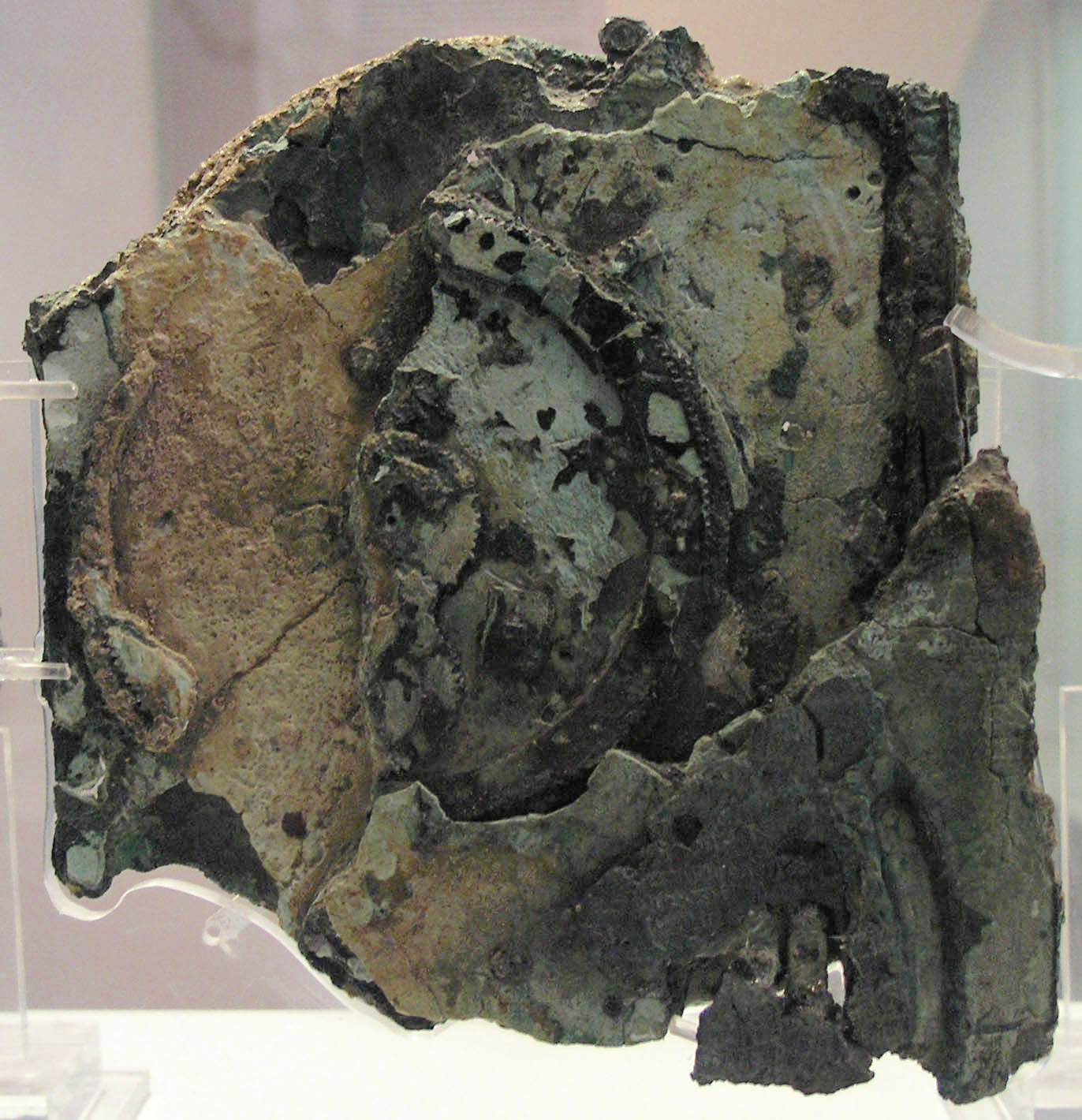
Die Rückseite des Fragments A

Der Mechanismus von Antikythera ist ein antikes, mit einer astronomischen Uhr vergleichbares Gerät, das mit Hilfe von Zahnrädern und Zifferblättern astronomisch-kalendarische Zusammenhänge zeigte. Es wurde im Jahr 1900 von Schwammtauchern zusammen mit anderen Funden, darunter Bronzestatuen und Münzen, in einem Schiffswrack vor der griechischen Insel Antikythera (Andikythira) entdeckt. Die Münzen erlaubten eine Datierung des Schiffuntergangs auf den Zeitraum von 70 bis 60 v. Chr. Das Gerät ist unvollständig erhalten und daher nicht mehr funktionsfähig. Seine 82 Fragmente befinden sich im Archäologischen Nationalmuseum in Athen, das die drei größten in der Abteilung für Bronzegegenstände öffentlich ausstellt.
Der Fund des Mechanismus stellte eine Sensation dar, da er wesentlich komplexere Darstellungen erlaubte als die astronomischen Uhren des späten Mittelalters und der frühen Neuzeit. Die Herstellung eines technisch so anspruchsvollen Geräts in der Antike war bis dahin nicht für möglich gehalten worden.
Die umfangreiche, noch immer andauernde Rekonstruktion ergab, dass der Mechanismus als Modell für die beobachtbaren Bewegungen von Sonne und Mond durch Anzeigen auf runden Skalen diente. Die mehrheitlich als Kalender skalierten Anzeigen ließen sich mit einer Einstellhilfe synchron verändern. Das Gerät verfügte über drei große und drei kleine Skalen:
- einen Sonnenkalender mit Monatsskala, ägyptischen Monatsnamen und babylonischen Tierkreiszeichen; der zusätzlich zum Sonnenzeiger wahrscheinliche Mondzeiger lässt vermuten, dass diese Anzeige ursprünglich noch über fünf Planeten-Zeiger verfügte und sowohl Kalender als auch Planetarium war,
- einen gebundenen Mondkalender mit Monatsskala und korinthischen Monatsnamen,
- einen Finsterniskalender mit Monatsskala zur Anzeige von vergangenen und künftigen Sonnen- und Mondfinsternissen,
- einen kleinen Olympiaden-Kalender mit Jahresskala im vierjährigen Olympiaden-Zyklus, beschriftet mit den Namen der Orte, an denen periodisch die Panhellenischen Spiele stattfanden, sowie
- zwei weitere, kleine Skalen, die größere Zeitabschnitte im Mond- und im Finsterniskalender anzeigten.

## Fund und Ausgangssituation für die Rekonstruktion
Die Koordinaten der Fundstelle bei Antikythera, zwischen Kythira und Kreta: 35° 52′ 56″ N, 23° 18′ 57″ O
Das Schiffswrack lag in einer Tiefe von etwa 42 Metern. Der größte Teil der umfangreichen Ladung wurde bis zum Herbst 1901 gehoben und ins Archäologische Nationalmuseum nach Athen gebracht.
Das Augenmerk der Archäologen galt zuerst den augenfälligen Schätzen unter den Funden,

„einer außergewöhnlich schönen Statue des Paris (oder Perseus) aus Bronze, einem bronzenen Kopf eines Philosophen, drei Epheben (Jünglingen), einer Kore (Jungfrau), zwei Statuen der Aphrodite, zwei Statuen und einem Kopf des Hermes, zwei Statuen des Herakles, vier des Apollon, einer des Zeus, einer des Philoktetes, zwei des Odysseus, einer des Achilleus sowie den vier Pferden einer Quadriga und weiteren Fragmente“

die alle im Archäologischen Nationalmuseum in Athen zu sehen sind. Originale Bronzestatuen aus der Antike sind äußerst selten.
1902 wurde der Museumsdirektor und Archäologe Valerios Stais dann auf den unscheinbaren, später so genannten Mechanismus von Antikythera aufmerksam und erkannte dessen Bedeutung.
Der Mechanismus war als Klumpen aus zusammenkorrodierten Metallteilen geborgen worden. Viele vermutete äußere Teile können bei der Bergung verlorengegangen oder während der 2000 Jahre im Meer abgefallen sein. Einige Zahnräder sind vollständig, aber keine der Skalen, und nur ein einziger Zeiger ist vorhanden.
Als 75 Jahre nach der Bergung die intensive Untersuchung mit Röntgenstrahlen begann, war der Mechanismus bereits in viele Teile zerbrochen. Die Rekonstruktion stützte sich dabei auf materielle Reste, schwache Spuren von Bauteilen (Wellenrest, Zeigerrest) und Formelementen (Befestigungsstellen für Wellen, Distanzbolzen zum Tragen einer Lagerplatte, halbkugelförmiger Hohlraum für eine Anzeigekugel) sowie auf Hinweise in unvollständigen Inschriften.

## Vergleich des Mechanismus von Antikythera mit anderen Geräten

### Astrolabium
Die beiden griechischen Wissenschaftler Ioannis N. Svoronos (Archäologie) und Perikles Rediadis (Geodäsie und Hydrographie) berichteten 1903 als erste über den Mechanismus, bei dem es sich um eine Art Astrolabium handeln müsse. Seitdem haftete ihm dieser Begriff lange an, bevor Price ihn 1958 einen Computer nannte.
Mit einem Astrolabium hat der Mechanismus gemein,
- dass mit beiden die Bewegung der Sonne modelliert werden kann,
- dass er von Hand eingestellt oder bewegt wird.

Unterschiede sind:
- Mit einem Astrolabium wird die Bewegung des Mondes meistens nicht nachgebildet.
- Mit dem Mechanismus von Antikythera wird die Bewegung der Fixsterne nicht nachgebildet.
- Es enthält meistens keine Zahnräder.

### Analoger Rechner oder Computer
Price untersuchte den Mechanismus erstmals umfassend und nannte ihn in seinem Bericht einen „Computer“. Das University College London greift 2021 den Begriff Computer bei der Berichterstattung über die neuen Erkenntnisse der Untersuchungen im Antikythera Mechanism Research Project wieder auf.
Manche Autoren, die sich auf Price beziehen, bemühen sich, darauf hinzuweisen, dass es sich genauer um einen analogen Rechner handle. Hierbei wird berücksichtigt, dass für analoges Rechnen die kontinuierliche Veränderung, zum Beispiel das kontinuierliche Verschieben am Rechenschieber, kennzeichnend ist und dass der vorliegende Mechanismus mithilfe einer Handkurbel angetrieben wurde.
Die analoge Arbeitsweise ist zutreffend. Obwohl Zahnräder mit einer diskreten Zahl von Elementen (Zähne) ausgerüstet sind, bewegen sich Zahnradgetriebe stufenlos beziehungsweise kontinuierlich. Bei der Zahnform im Mechanismus von Antikythera ist nur die Bewegung im Kleinen von Zahn zu Zahn nicht ganz gleichmäßig. Es werden aber nicht wie beim Rechnen – egal, ob von Hand oder mit einer Rechenmaschine – zwei oder mehrere voneinander unabhängige Größen zu einer dritten oder weiteren Größe verrechnet. Im Mechanismus von Antikythera werden lediglich feste Beziehungen zwischen mehreren zeitlich periodisch veränderlichen Größen dargestellt. Zu einem für einen Zeitpunkt vorgegebenen Wert der einen Größe zeigt der Mechanismus automatisch den Wert der anderen Größen für diesen Zeitpunkt an.

### Astronomische Kunstuhr
Mit einer Uhr hat der Mechanismus von Antikythera generell gemein, dass er mit Zahnrädern und Zeigern über runden Skalen ausgerüstet ist. Er hat viele Zeiger und Zifferblätter wie eine etwa ab dem 16. Jahrhundert n. Chr. gebaute astronomische Kunstuhr. Mit dieser verbindet ihn aber auch der Verlust an Anschaulichkeit im Vergleich zur ab dem 14. Jahrhundert n. Chr. gebauten größeren astronomischen Uhr, die wie das Astrolabium mehrere Zeiger auf nur einem Zifferblatt hat und den Stand von Sonne und Mond nicht nur relativ zueinander und vor den Fixsternen, sondern auch relativ zum Horizont zeigt.

### Schlussfolgerung aus den Vergleichen
Mit einem Astrolabium hat der Mechanismus wenig gemein, denn dieses kann in der Bauweise ohne Zahnräder lediglich die Bewegung der Sonne nachbilden.
Der Vergleich mit einem Rechner oder Computer ist häufig anzutreffen.
Der Mechanismus von Antikythera wurde gleichermaßen wie eine spätere einfache astronomische Uhr oder eine astronomische Kunstuhr prinzipiell dazu verwendet, zueinander relative Stellungen zwischen Sonne und Mond abstrakt anzuzeigen. Im Unterschied zu den astronomischen Uhren hatte er keinen Antrieb. Die Stellungen wurden mit der Hand von außen her eingestellt: wie beim Astrolabium. Besonderheit ist, dass er zwei erweiternde, aber gleichzeitig auch begrenzende spiralige Skalen mit Schiebern hatte, also nicht permanent weitergedreht werden konnte.

## Historische Einordnung
Der Mechanismus von Antikythera stammt aus einer Zeit, aus der bisher die Existenz einer komplexen Zahnrad-Apparatur nicht nur nicht bekannt war, sondern von der man überdies lange annahm, sie habe vor dem Beginn der technischen Entwicklung gelegen. Die in der Neuzeit nur als rein philosophische Tätigkeit gedeutete griechische Wissenschaft habe sich zwar auf die erfolgreich betriebenen Zweige Mathematik und Physik – hier vor allem die Astronomie – ausgedehnt, jedoch keinen „praktischen Nutzen“ zur Folge gehabt, wie man meinte. Die Erkenntnisse der Griechen seien daher erst nach ihrer Wiederentdeckung (Renaissance) etwa 1.500 Jahre später in Apparate und Verfahren eingegangen und hätten erst jetzt die Kultur der Technik begründet. Allerdings weiß man heute, dass gerade das hellenistische Zeitalter, an dessen Ende der Mechanismus von Antikythera entstand, von erheblicher technischer Kreativität geprägt war, wenngleich Erfinder wie Archimedes oder Heron von Alexandria viele ihrer Erfindungen wohl in der Tat niemals tatsächlich konstruierten. Eine neuere Meinung lautet daher, „… dass die Technologie des 18. Jahrhunderts in den hellenistischen Werken wurzelte“.
In die Zeit des Hellenismus gehören einige bekannte technische Objekte. Im Wesentlichen handelt es sich um Beschreibungen von Geräten und Automaten des Ktesibios sowie um die Schraubenpumpe und die Kriegsmaschinen des Archimedes. Es ist wahrscheinlich, dass diese Dinge zwar nicht in größerer Stückzahl, jedoch in mehreren Exemplaren angefertigt wurden. Die auf dem Mechanismus von Antikythera angebrachte detaillierte Gebrauchsanweisung ist ein Hinweis dafür, dass er kein Einzelstück für eine Einzelperson war und in mehreren Exemplaren existierte. Von Ktesibios stammende Objekte waren spielerisch anzuwenden. In einem gewissen Sinne war der Antikythera-Mechanismus ebenfalls ein Spielgerät, das seinem Benutzer zwar mit „kreisenden“ Zahnrädern richtige Zusammenhänge anzeigte, ihm diese aber nicht erklärte (Parallele in der Neuzeit: die Kunstuhren). Ein Astronom konnte Wertepaare mit Hilfe seines Wissens schnell ermitteln oder sich ein für alle Mal vergleichbare Kalendertafeln anfertigen, die gleich viele Spalten enthielten, wie der Antikythera-Mechanismus Anzeigen hatte. Er war nicht auf einen aufwändigen und teuren Automaten angewiesen.
Es ist somit nicht der Gebrauch, der die Einzigartigkeit des Mechanismus von Antikythera ausmacht, sondern seine Existenz als ein aus Zahnrädern gebautes Gerät, das mit hoher Genauigkeit die damals schon sehr gut bekannten relativen Bewegungen zwischen Sonne, Mond und Erde modellieren konnte. Zahnräder – zumindest eine Ansammlung so vieler und kleiner Zahnräder – schienen im hellenistischen Zeitalter nicht zu existieren. Überraschend ist, wie viele astronomische Erkenntnisse insofern Allgemeingut waren, dass sie ein Handwerker in ein Produkt wie den Mechanismus von Antikythera einfließen lassen und ein Benutzer dieses Produkts spielerisch abrufen konnte. Im Besonderen überrascht die technische Behandlung der Mondanomalien mittels eines Umlaufrädergetriebes und der Gebrauch eines auf dem Saros-Zyklus beruhenden Finsterniskalenders. Zahnräder für die Modellierung der geozentrisch beobachtbaren Bewegungen der Planeten fehlen in der Fundmasse. Dass der Mechanismus von Antikythera zusätzlich ein Planetarium war, ist nicht direkt erkennbar, kann jedoch wegen der Hinweise in den Inschriften des Mechanismus nicht ausgeschlossen werden. Die nötigen Getriebe – Umlaufrädergetriebe und Kurbelschleife – waren jedenfalls damals bereits Stand der Technik, wie der bei Antikythera gemachte Fund bewiesen hat.
Zu Beginn des 1. Jahrhunderts v. Chr. war das von Aristoteles vertretene geozentrische Weltbild allgemein akzeptiert, obwohl Aristarchos von Samos schon im 3. Jahrhundert v. Chr. erkannt hatte, dass die Erde um die Sonne kreisen musste, da diese sehr viel weiter entfernt und sehr viel größer war als der Mond, jener auch deutlich kleiner war als die Erde. Eratosthenes hatte den Erdumfang berechnet mit einer Abweichung von weniger als fünf Prozent vom tatsächlichen Wert. Trotzdem gingen jahrhundertelang die meisten Gelehrten von dem ein Viertel kleineren Erdumfang nach Poseidonius aus. Die verwickelten Wanderbewegungen der Planeten am Himmel wurden mit Hilfe der Epizykeltheorie, die Apollonius etwa ein Jahrhundert vorher formuliert haben soll, erklärt. Hipparchos wendete außer Epizykeln die Exzentrizität des Deferenten-Kreises an. Das im Mechanismus von Antikythera gefundene Kurbelschleifen-Getriebe verwirklicht den Äquanten, ein bisher dem später lebenden Ptolemäus zugeschriebenes weiteres Hilfsmittel zur Konstruktion von Bahnen der Himmelskörper.
Zuerst (Price und andere) wurde angenommen, dass der Antikythera-Mechanismus von der Insel Rhodos stamme. Dafür spricht:
- Das bei Antikythera gesunkene Schiff machte einen Zwischenhalt auf Rhodos.
- Ein paar Jahrzehnte vorher arbeitete dort Hipparchos, dessen Wissen im Wesentlichen im Mechanismus von Antikythera enthalten ist.
- Das auf dem Antikythera-Mechanismus befindliche Parapegma ähnelt dem von Geminos verfassten. Geminos lebte bis 70 v. Chr. auf Rhodos.
- Zur vermutlichen Zeit der Schiffsreise wirkte dort auch der angesehene Philosoph und Universalgelehrte Poseidonios, bei dem der junge Cicero ein Instrument sah, „dessen einzelne Umdrehungen dasselbe an Sonne, Mond und den fünf Planeten hervorrufen, was am wirklichen Himmel in den einzelnen Tagen und Nächten abläuft.“[22]

Heute hingegen wird wegen verwendeter korinthischer Schriftzeichen und Begriffe meist angenommen (Freeth und andere), dass der Entwurf für den Antikythera-Mechanismus aus dem Umfeld des in Syrakus wirkenden Archimedes stamme. Auch dafür gibt es eine von Cicero stammende unterstützende Mitteilung: Zu seiner Zeit existierte in Rom noch ein von Archimedes gebautes Instrument, das Cicero als Sphäre bezeichnete, die die Bewegungen von Sonne, Mond und Planeten um die Erde zeigte. Dieses Instrument war rund 150 Jahre älter als der Mechanismus von Antikythera und würde so auf eine Tradition hinweisen, die seit mehr als einem Jahrhundert bestanden hatte.
Mehr als diese historische Erwähnung der beiden Instrumente, die sich mit dem Antikythera-Mechanismus in Verbindung bringen lassen, ist nicht bekannt. Die Erwähnung spricht aber gegen die frühere Meinung der meisten Historiker, dass die Technologie für den Bau von Mechanismen wie den von Antikythera in der Antike vollkommen gefehlt habe.

## Untersuchungen
Der Mechanismus war zu einem Klumpen zusammenkorrodiert und bald nach der Bergung in mehrere Teile zerbrochen. Es konnten nur wenige äußere Zahnräder erkannt werden. Dennoch wurde schon 1903 vermutet, dass es sich um eine Art Astrolabium handeln müsse. Diese Vermutung wurde unterstützt durch die Entdeckung des griechischen Wortes für graduierte Skala in den Inschriften, das auch für die Tierkreiszeichenskala auf einem Astrolabium verwendet wurde. Die Inschriften auf dem Mechanismus wurden aus dem Zeitraum zwischen dem 2. Jahrhundert v. Chr. und n. Chr. stammend und als Bedienungsanweisungen gedeutet.
1905 und 1906 untersuchte der deutsche Philologe Albert Rehm den inzwischen gereinigten Fund in Athen. Er entdeckte auf der Vorderseite den Monatsnamen Pachon und verwarf die Ansicht, es könne sich um ein Astrolabium gehandelt haben. In den 1930er Jahren fand der griechische Admiral Ioannes Theophanidis ein Stück graduierte Ringskala auf der Vorderseite. Er schloss sich der Meinung von Rehm an, dass der Mechanismus die relativen Positionen von Sonne, Mond und Planeten angezeigt habe, konnte sich aber nicht von der Idee eines Astrolabiums lösen.
Intensivere Untersuchungen begannen nach dem Zweiten Weltkrieg. In den ersten Nachkriegsjahren konzentrierten sie sich auf das Alter und die Herkunft des Schiffswracks und der geborgenen Ladung. Jacques-Yves Cousteau trug 1953 dazu mit der Hebung von Wrackstücken und einiger nachträglich gefundener Objekte bei. Das Holz für das Schiff war demnach schon im 3. oder 2. Jahrhundert v. Chr. gefällt worden, wie die Radiokarbondatierung ergab. Die Ladung stammte aus Kleinasien oder von den Inseln im Osten der Ägäis, von wo aus das Schiff im frühen 1. Jahrhundert v. Chr. abgefahren sein muss. Der Mechanismus blieb zunächst ununtersucht. Der ihn umgebende Holzkasten (oder sein Gehäuse aus Holz) war in den ersten Jahren nach der Bergung schon durch Verrotten verloren gegangen, sodass die neue Radiokarbondatierung auf ihn nicht angewendet werden konnte.
Cousteau untersuchte das bei Antikythera liegende Wrack 1976 noch einmal. Dabei wurden Münzen gefunden, die aus Pergamon und Ephesus stammten. Die Münzen aus Pergamon konnten auf die Jahre zwischen 86 und 67 v. Chr. datiert werden, Münzen aus Ephesus auf die Jahre zwischen 70 und 62 v. Chr. Daher dürfte das Schiff zwischen 70 und 60 v. Chr. gesunken sein.

### Untersuchungen durch Derek de Solla Price

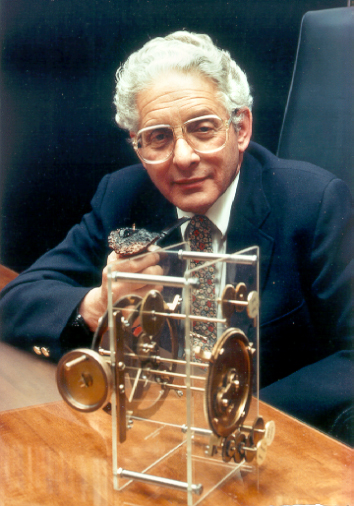
Derek de Solla Price 1982
mit einem Modell seiner Rekonstruktion des Mechanismus von Antikythera,
hintere Anzeigen mit kleinen weißen Scheiben simuliert

Der Wissenschaftshistoriker Derek de Solla Price sah die Fragmente des Mechanismus erstmals 1958, wobei er auf der Vorderseite weitere Bruchstücke von Inschriften entdeckte. Daraus rekonstruierte er eine doppelt skalierte Ringskala: außen als Datumsskala, innen als Tierkreisskala. Die darunter stehende Liste mit sich im Laufe des Jahres ändernden Auf- und Untergangszeiten ausgewählter Sterne (Teil eines Parapegmas) ähnelt der vom antiken Astronomen Geminos am stärksten, was Price veranlasste, für den Ursprung des Mechanismus die Insel Rhodos (Geburtsort des Geminus) anzunehmen. Er erkannte, dass sich auf der Rückseite des Mechanismus wenigstens zwei weitere größere Anzeigen über runden Zifferblättern befunden haben müssen, und schlussfolgerte, dass es um „Zeit im fundamentalsten Sinne, gemessen durch die Bewegungen von Himmelskörpern über den Himmel“ gegangen sein muss. Den Mechanismus hielt er für so bedeutend, dass „völliges Umdenken, was die Geschichte der Technik“ angehe, nötig sei.
Price erreichte, dass der Mechanismus 1972 an seinem Aufbewahrungsort, dem Archäologischen Nationalmuseum in Athen, mit Röntgen- und Gammastrahlen untersucht wurde, um die Zahnradgetriebe im Inneren erkennen und beurteilen zu können. Obwohl mit dieser Aufnahmemethode nicht unterschieden werden konnte, welches der mehrfach übereinander liegenden Zahnräder vorn beziehungsweise hinten angeordnet ist, gelang Price eine erste Rekonstruktion der Anzeigen.
Er erkannte, dass über der vorderen Ringskala ein mittels eines Einstellelements von außen her bewegter Zeiger auf das Jahresdatum zu setzen war (Sonnenzeiger). Über drei der gefundenen Getriebestufen hat ein synchron mitbewegter, zum ersten Zeiger koaxial angeordneter Zeiger den Verlauf der siderischen Monate des Mondes (etwa 27 1⁄3 Tage) simuliert (siderischer Zeiger, etwa 13,37-mal schneller als der Sonnenzeiger) und auf der Tierzeichenteilung der Kreisskala den Stand des Mondes im Tierkreis angezeigt (eben so wie der Sonnenzeiger zusätzlich zu seiner Datumsanzeige).
Die Anzeigen auf der Rückseite des Mechanismus konnte er nur teilweise und nicht zutreffend rekonstruieren. Er nahm fälschlicherweise im Antrieb zu einem Zeiger für den synodischen Mondmonat (1 Umdrehung / etwa 29 1⁄2 Tage) die Existenz eines Summiergetriebes (Umlaufrädergetriebe im Dreiwellenbetrieb) an. Diese Anzeige platzierte er unten, wo sich gemäß späteren Untersuchungen die Anzeige von Finsternisterminen befand. Damit seine synodische Mondanzeige funktionierte, musste er teilweise von denjenigen Zähnezahlen abweichen, die mittels der Durchstrahlungen gefunden worden waren.

### Untersuchungen durch Michael Wright und Allan Bromley

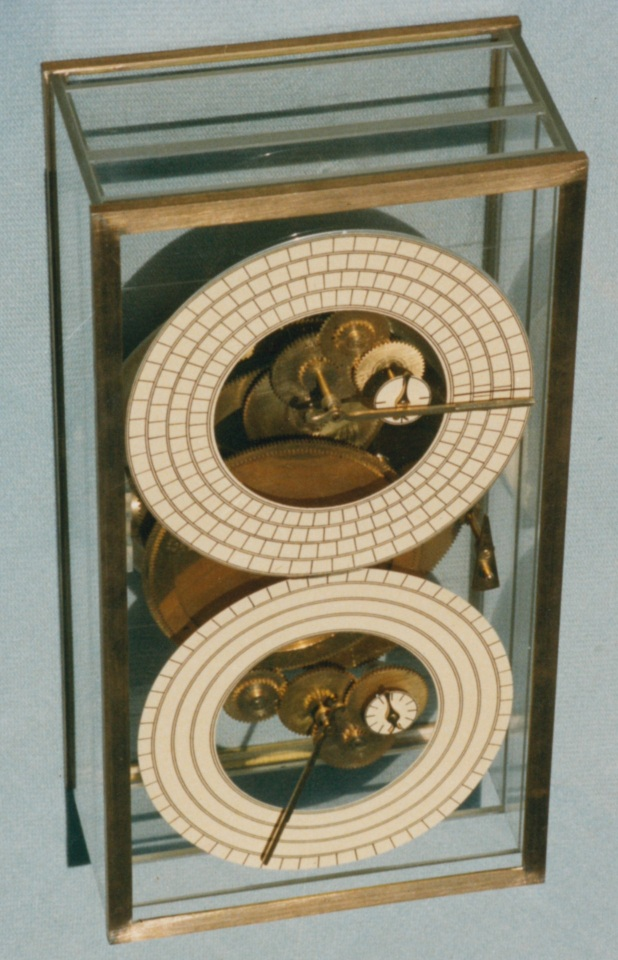
Allan Bromley ließ als erster ein Modell des Mechanismus von Antikythera bauen.
Rückseite: Skalen noch mit konzentrischen Ringen anstatt Spiralen, kein Antrieb von der Seite

Michael Wright: auf dem Hauptantriebsrad gelagerte Umlaufräder und Kurbelschleifen zur Nachbildung der Planetenbewegungen

Der Physiker, Historiker und Kurator am Science Museum in London Michael T. Wright war ein früher Kritiker der Rekonstruktion von Price, wobei ihn anfänglich dessen Manipulation der Zähnezahlen irritierte. Ein Summiergetriebe hielt er für eine zu komplizierte Lösung für die zugedachte Aufgabe. Dass auf der Rückseite sieben Zahnräder benutzt worden seien, nur um einen Vierjahreszeiger anzutreiben, hielt er für einen „lächerlich einfachen Gedanken“.
Wrights intensive Beschäftigung mit dem Mechanismus begann aber erst nach dem Tod von Price (1983). Das große, von jenem sogenannte Hauptantriebsrad war nach seiner Meinung prädestiniert, mehrere umlaufende Zahnräder zu tragen, um damit die Bewegungen der Planeten nachzubilden. Entsprechende Räder hätten im relativ großen leeren Raum zwischen diesem Rad und dem vorderen Zifferblatt Platz gefunden, und es gab Hinweise auf Planeten in den Inschriften auf dem Mechanismus. Entsprechende Zahnräder wurden aber nicht gefunden.
Ein weiterer Kritiker der Ergebnisse von Price war der australische Computerhistoriker Allan G. Bromley, der selbst ein Modell angefertigt hatte (siehe nebenstehende Abbildung) und Wright oft besuchte, um mit ihm zu diskutieren. Wright war damals im Londoner Science Museum mit Alltagsarbeiten beschäftigt. Er konnte sich nur in der Freizeit und im Urlaub mit dem Antikythera-Mechanismus beschäftigen. Bromley verschaffte sich 1989 die Erlaubnis, die Fragmente im Athener Museum zu untersuchen. Wright nahm unbezahlten Urlaub und begleitete ihn. Sie schauten sich die Fragmente (inklusive zweier neu aufgetauchter) gründlich an, ohne wesentliche neue Entdeckungen zu machen, außer dass Price nicht alle Fragmente richtig gegeneinander postiert hatte. Erneute Röntgenaufnahmen fielen wegen Fehlern im Entwicklungslabor des Museums schlechter aus als die damals für Price angefertigten.
Zurück in London wurde Wright auf die Tomographie aufmerksam. Es gelang ihm sogar, eine entsprechende Aufnahmeeinrichtung mit einer handelsüblichen Röntgenstrahlenquelle zu Hause selbst zu bauen. In den folgenden vier Wintern – immer wieder als Begleiter von Bromley – machte er damit etwa 700 Aufnahmen in verschieden tiefen Schichten des Mechanismus, mit denen sich dieser räumlich rekonstruieren ließ. Bromley nahm als ranghöherer Universitätsprofessor – Wright war zu dieser Zeit Kurator – die Aufnahmen mit sich nach Sydney, wollte aber Wright nach dem Scannen Kopien zukommen lassen. Die Aufnahmen wurden jedoch weder gescannt noch von Bromley ausgewertet. Das führte dazu, dass sich Wright zunächst auf die Konstruktion der vermuteten zusätzlichen Planetenfunktionen des Mechanismus konzentrierte (siehe nebenstehende Abbildung) und letztlich mindestens ebenso lang damit verbrachte wie mit der Rekonstruktion dessen, was die durchleuchteten Fragmente direkt hervorbrachten. Mit Letzterem konnte er erst beginnen, als ihm nach der schweren Erkrankung Bromleys 2000 ein Teil der Aufnahmen und nach dessen Tod 2003 der noch auffindbare Rest ausgehändigt worden war.
Mithilfe seiner Schichtenaufnahmen erkannte Wright weitere Zahnräder (31 statt bisher 27) und einige wesentliche, von Price noch nicht erkannte Zusammenhänge:
- Auf der Rückseite befand sich oben eine spiralige Skala.[A 1] Er fügte drei fiktive Zahnräder hinzu, mit denen ein Mondzeiger 235 synodische Mondmonate in 19 Sonnenjahren auf den fünf spiraligen Umgängen und ein weiterer Zeiger gleichzeitig eine Vierteldrehung in einem Viertel von 76 Sonnenjahren (kalippische Periode) auf einer kleineren Skala anzeigte.[38]
- In der Zahnradfolge zur Bewegung des vorderseitigen Mondzeigers befand sich ein zusätzliches Zwischenrad, das Price nicht gesehen hatte. Es diente zur Richtungsumkehr, sodass das von Price unter der Frontplatte vermutete, vom Kronenrad des seitlichen Antriebs zusätzlich und in Gegenrichtung bewegte große Zusatzrad nicht nötig war.[39]
- Ein neu entdecktes, vorne vorstehendes kleines Zahnrad und ein halbkugelförmiger Hohlraum führten zu dem Schluss, dass sich auf dem vorderen Mondzeiger eine zweifarbige kleine Kugel zur Anzeige der Mondphasen gedreht hatte.[38]

Wright sah einige Einzelheiten, welche die – bei Price misslungene – Rekonstruktion der unteren hinteren Anzeige jetzt zufriedenstellend möglich machten. Er hatte sie noch nicht ausgearbeitet, als eine Gruppe Interessenten damit begann, die Rekonstruktion und die Beantwortung offener Fragen durch eigene Forschungsarbeit zu beschleunigen. In einer eilig gegebenen, letztlich unbefriedigenden Antwort meinte er, dass sich der hintere untere Zeiger einmal pro drakonitischen Monat (etwa 27 1⁄5 Tage) drehte. Zwischen dem Antrieb vom siderischen zum drakonitischen Mond-Zeiger ist eine Übersetzung von etwa 1,004 nötig, wofür er den Gebrauch des vorhandenen Umlaufrädergetriebes – jetzt mit nur einem Eingang (Zweiwellenbetrieb) – immer noch für übertriebenen Aufwand, aber für gerechtfertigt hielt. Er versäumte es, ein verlorenes Rad auf einem von ihm gesehenen Wellenstummel anzunehmen und in das vorhandene große Rad mit 223 Zähnen eingreifen zu lassen. Er hätte die wesentlich schlüssigere Anzeige von 223 synodischen Monaten in 18,03 Sonnenjahren (Saros-Periode) über der spiraligen Skala mit vier Umgängen finden können. Stattdessen nahm er an, dass ein altes, gebrauchtes Zahnrad mit zufällig 223 Zähnen als Steg-Rad des Umlaufrädergetriebes wiederverwendet worden war.
Wright hatte schon die nicht starre, sondern mit Stift und Schlitz erfolgte Verbindung (umlaufende Kurbelschleife) im umlaufenden Rad-Paar im Umlaufrädergetriebe gesehen. Da er an der dortigen Stelle keinen Verwendungszweck erkannte – er verwendete mehrere solche Paarungen in seiner die Planeten betreffenden Rekonstruktion im äußeren Teil des Mechanismus, siehe Abbildung oben – kam er zum Schluss, dass es sich ebenfalls um gebrauchte (wiederverwendete), im Mechanismus auf gleicher Achse miteinander fest verbunden gemachte Räder handelte.
Die oben genannte Forschergruppe kam kurze Zeit später (2005/2006) auf die zufriedenstellendere und wahrscheinlichere Form der hinteren unteren Anzeige und auf den Zweck dieser umlaufenden Kurbelschleife. Wright hat beide Teilantworten im von ihm gebauten Modell des Mechanismus nachträglich übernommen.

### Untersuchungen im Antikythera Mechanism Research Project
Eine seit etwa 2002 von zwei Engländern – dem Astronomen Mike Edmunds und dem Mathematiker und Dokumentarfilmer Tony Freeth – zusammengeführte internationale Gruppe von Forschern und Helfern organisierte sich später im sogenannten Antikythera Mechanism Research Project. Organisation, Auswertung und Publikation der Arbeiten dieser Gruppe liegt hauptsächlich in den Händen von Tony Freeth.
Wright wollte nach seinen Erlebnissen mit Bromley verständlicherweise seine Schichten-Aufnahmen nicht mehr aus der Hand geben, weshalb sich die Gruppe bemühte, die im Athener Museum befindlichen Fragmente selbst nochmals untersuchen zu dürfen. Nach letztlich inzwischen mehr als zehn vergangenen Jahren versprach die neuere Computer-Tomographie bessere Röntgenbilder als die von Wright angefertigten. Und die Gruppe glaubte, dass die Entschlüsselung zusätzlicher Schriftzeichen Fortschritte bei der Rekonstruktion und Deutung des Mechanismus bringen könne. Dafür schien ein neues von Hewlett-Packard entwickeltes Verfahren für plastische und detailreiche Oberflächenabbildungen geeignet. Im Herbst 2005 durfte die Gruppe etwa einen Monat lang im Museum mit ihren modernen schweren Geräten arbeiten.
Die Bilder waren zwar schärfer als alle vorher gemachten, bestätigten aber im Wesentlichen die bereits Wright bekannten Zähnezahlen und Radfolgen, die zum größten Teil auch Price kannte, aber nicht immer befolgte. Entscheidende Fortschritte ergaben sich aus der Deutung der Schriftzeichen. Ein im Museum vergessenes, bisher nicht untersuchtes Fragment war erst kürzlich aufgetaucht und half zusätzlich, die hintere untere Anzeige, zu der es gehört, zu erklären. Die damit ergänzte vierspiralige Skala ließ jetzt detailliert beschriftete Unterteilungen erkennen und auf die Anzeige von 223 synodischen Monaten in 18,03 Sonnenjahren schließen. Diese Zeitspanne ist die Saros-Periode. Alle darin enthaltenen und auf der Skala erkennbar markierten Sonnen- und Mondfinsternisse wiederholen sich regelmäßig nach dieser Zeit. Die richtige Drehung des zugehörigen Finsterniszeigers ergab sich durch Drehen des großen Rades mit 223 Zähnen mittels des denkbaren Rades mit 27 Zähnen, das Freeth einfügte.
Freeth erkannte den Zweck der umlaufenden Kurbelschleife im Umlaufrädergetriebe. Der Antrieb zum vorderen Mondzeiger führte über einen Umweg zuerst zu dieser Kurbelschleife hin und erst dann nach vorne. Diese überlagerte der Zeigerdrehung die kleine Schwankung, die von der nicht-kreisförmigen Mondbahn verursacht ist. Da sie mit dem Rad mit 223 Zähnen in etwa 9 Sonnenjahren einmal umlief, wurde zusätzlich die langsame Drehung der elliptischen Mondbahn im All nachgebildet.
Wright hatte angenommen, dass eine kleine an den Zeigern radial bewegliche Kugel in die Spiralnuten der hinteren Anzeigen eingreift, um den momentan anzeigenden Umgang zu kennzeichnen. In den neuen schärferen Röntgenbildern wurde stattdessen bei der oberen Anzeige ein Schieber mit in die Nut eingreifender Nase entdeckt. Wrights Anzeige der vierfachen Meton-Periode mit Hilfe eines kleineren Zeigers hinten oben wurde an eine andere Stelle verschoben, weil die von ihm vorgesehene Stelle sich als Anzeige für die vierjährige Periode der Olympiade herausstellte.
Die Untersuchungen der Gruppe vom Antikythera Mechanism Research Project förderten neben neuen Beschriftungen der Anzeigeskalen viele weitere Textfragmente zutage, die aus einer umfangreichen Bedienungsanleitung zu stammen scheinen. Die Gruppe nimmt an, dass der Mechanismus von Antikythera kein Instrument für Astronomen, sondern ein Luxusobjekt für einen reichen, nicht auf Astronomie spezialisierten Kunden und möglicherweise kein Einzelstück war. Die gefundenen Beschriftungen sind noch nicht endgültig ausgewertet. Die zunächst vage Annahme Wrights für einen Planetariums-Teil ist von ihnen weiter unterstützt worden.
2008 wurde auch die Rückseite der Konstruktion vom Antikythera Mechanism Research Project genauer untersucht und interpretiert. Auf der großen oberen Anzeige hinten konnten die Namen der Monate identifiziert und es konnte festgestellt werden, dass diese Namen korinthischen Ursprungs sind. Die Gruppe war vorher wie Price der Meinung, dass der Mechanismus auf Rhodos entstanden sei, weil dort der Astronom Hipparch und der Universalgelehrte Poseidonius wirkten. Inzwischen wird angenommen, dass der Mechanismus aus Korinth oder einer korinthischen Städtegründung – wie Syrakus, der Heimatstadt Archimedes’ – stamme.
2012 berichtete Freeth über die Aufnahme der Bewegungen der Planeten in sein virtuell vorliegendes Computermodell. Dazu kam auch ein zweiter Sonnenzeiger, der die nicht ganz konstante Bewegungsgeschwindigkeit der Sonne durch den Tierkreis imitiert. Der bisherige Sonnenzeiger blieb als Kalenderzeiger erhalten. Außer auf weitere gedeutete schriftliche Hinweise aus den Inschriften stützt er sich auf mehrere auf dem Hauptantriebsrad erkannte Distanzbolzen. Diese bilden in seinen Überlegungen zusammen mit dem Hauptantriebsrad und einer angenommenen, zu diesem parallelen Platte einen drehenden Käfig, in dem die verlorenen zahlreichen Umlaufräder gelagert waren. Somit wird im Antikythera Mechanism Research Project jetzt auch davon ausgegangen, dass diese zusätzlichen Anzeigen existierten. Da aber außer dem Hauptantriebsrad mit seinen Käfigspuren kein weiteres dafür erforderliches Zahnrad gefunden wurde, konnte man die technische Lösung nicht rekonstruieren. Das im Übrigen rekonstruierte virtuelle Modell wurde für den Planetenteil mit einem Arbeitsergebnis eines heutigen Konstrukteurs erweitert.
2021 stellte die Forschergruppe um Tony Freeth die Ergebnisse weiterer Untersuchungen vor, bei der die bisherigen Erkenntnisse auf Basis der Mikrofokus-Röntgen-Computertomographie (Röntgen-CT) über die Struktur der Rückseite der Maschine um Erkenntnisse über die Vorderseite erweiterte wurden. Die Röntgentomografie förderte auch Inschriften zutage, die die Bewegungen von Sonne, Mond und allen fünf in der Antike bekannten Planeten beschreiben, wie sie auf der Vorderseite als altgriechischer Kosmos dargestellt waren. Sie konnten so zeigen, dass der Mechanismus eine Kombination von Zyklen aus der babylonischen Astronomie, der Mathematik von Platons Akademie und den alten griechischen astronomischen Theorien abbildet.

## Mechanismus

### Fragmente
Vom Mechanismus von Antikythera sind 82 Einzelteile erhalten, sieben große Fragmente (Fragmente A–G) und 75 kleinere Fragmente (Fragmente 1–75). Aus wie vielen Teilen er ursprünglich bestand, ist unbekannt, da der Mechanismus nicht vollständig erhalten ist. Das größte erhaltene Fragment (Fragment A) weist eine Größe von 18 cm × 15 cm auf. Der gesamte Mechanismus dürfte etwa 31,5 cm × 19 cm × 10 cm groß gewesen sein.

### Materialien
Die Zahnräder, Zeiger, Anzeigen und vermutete Abdeckplatten des Mechanismus bestehen aus Bronze in einer Legierung von 95 % Kupfer und 5 % Zinn. Alle Teile waren aus einem 1 bis 2 mm dicken Bronzeblech ausgeschnitten worden.
Der gesamte Apparat war ursprünglich in einem Holzrahmen oder in einer Holzkiste verpackt. Zum Zeitpunkt der Bergung waren noch Holzreste vorhanden, jedoch sind sie im Laufe der Zeit durch Austrocknung an der Luft zerbröselt und verloren gegangen. Daher ist eine Radiocarbondatierung des Mechanismus nicht mehr möglich.

### Deckel
Die Vorder- und Rückseite des Mechanismus wurde vermutlich bei Nichtgebrauch mit je einem metallenen Deckel geschützt. Diese Abdeckungen werden im Schrifttum meist als Türen bezeichnet, jedoch ist keineswegs erwiesen, dass es sich um aufklappbare Deckel wie bei einem Buch handelte, da keine Scharniere erhalten sind. Näherliegend, da praktischer in der Handhabung, sind abnehmbare Deckel. Sie sind bei allen Nachbauten weggelassen worden.
Einige Inschriften der Deckel wurden als Abdrücke auf den gefundenen Resten der Zifferblätter vorn und hinten gefunden und identifiziert.

### Zeiger
Für die sechs relativ sicher erkannten Anzeigen des Mechanismus wurden sieben Zeiger benötigt. Gefunden wurden nur:
- ein relativ vollständig erhaltener Zeiger für den Mond-Kalender (Rückseite des Fragments C; 55,0 mm Länge, 4,2 mm Breite und 2,2 mm Dicke),
- die Nabe des Zeigers für die kleinere Finsternis-Anzeige.

| Achse                                    | 1   | 2   | 3   | 4   | 5  | 6  | Bemerkung |
| ---------------------------------------- | --- | --- | --- | --- | -- | -- | --------- |
| a                                        | 48  |     |     |     |    |    | Antrieb   |
| b                                        | 224 |     |     |     |    |    | Sonne     |
| b                                        |     | 64  | 32  |     |    |    | Mond      |
| c                                        | 38  | 48  |     |     |    |    |           |
| d                                        | 24  | 127 |     |     |    |    |           |
| e                                        | 32  | 32  | 223 | 188 | 50 | 50 |           |
| f                                        | 53  | 30  |     |     |    |    |           |
| g                                        | 54  | 20  |     |     |    |    | Saros     |
| h                                        | 60  | 15  |     |     |    |    |           |
| i                                        | 60  |     |     |     |    |    | Exeligmos |
| k                                        | 50  | 50  |     |     |    |    |           |
| l                                        | 38  | 53  |     |     |    |    |           |
| m                                        | 96  | 15  | 27  |     |    |    |           |
| n                                        | 53  | 15  | 57  |     |    |    | Meton     |
| o                                        | 60  |     |     |     |    |    | Olympiade |
| p                                        | 60  | 12  |     |     |    |    |           |
| q                                        | 60  |     |     |     |    |    | Kallippus |
| Hypothetische Zahnräder in kursivem Text |     |     |     |     |    |    |           |

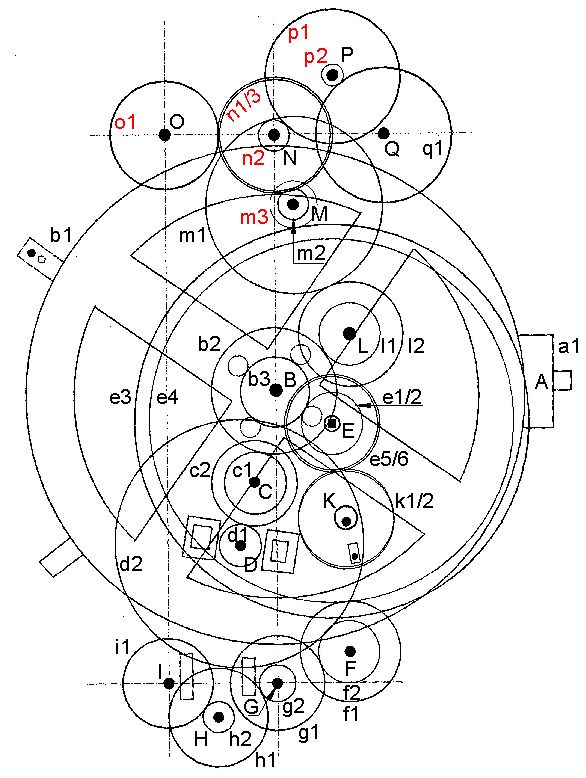
Räder-Schema des Mechanismus, Ansicht von vorn, Stand 08/2012, Räder für Anzeige der Mondphasen sind weggelassen, rot markierte Räder sind hypothetisch

Dass die meisten Zeiger verloren gegangen sind, ist nicht gravierend. Es darf ohne weiteres angenommen werden, dass zu den gefundenen Skalen und Zeigerachsen jeweils auch ein Zeiger gehörte.
Für die nur angenommenen zusätzlichen Anzeigen der Planetenbewegungen (Merkur, Venus, Mars, Jupiter und Saturn) wären fünf weitere Zeiger auf der Vorderseite des Mechanismus nötig gewesen (dort bisher zwei: für Sonne und Mond).

### Räderwerk

#### Zahnräder
Erhalten sind 30 Zahnräder, von denen sich 27 Räder im Fragment A und je 1 Rad in den Fragmenten B, C und D befinden. Das Fragment D enthält zusätzlich noch 1 weiteres Zahnrad, das vermutlich zu einer nicht erhaltenen Planeten-Anzeige gehörte und zu der noch weitere fehlende Zahnräder nötig gewesen wären. Für die sieben rekonstruierten Anzeigen waren 8 nicht gefundene Zahnräder nötig (Räder inklusive Zähnezahlen sind hypothetisch).
Bis auf zwei Kronräder waren alle Zahnräder Stirnräder – mit senkrecht zur Drehachse des Rades stehenden Zähnen. Ein Kronrad kämmt mit dem großen Hauptzahnrad, und seine Achse zeigt zur Seite nach außen. Es wird angenommen, dass es mit einer seitlich angebrachten Einstellhilfe in Verbindung stand, mit der der gesamte Mechanismus angetrieben werden konnte. Ein zweites Kronrad befand sich auf dem vorderen Mondzeiger. Fast alle Zahnräder waren geschlossene Scheiben. Nur das Hauptantriebsrad hatte vier breite Speichen, von denen eine schon einmal repariert worden war.
Die Zähne aller Stirnräder haben die Form eines gleichschenkligen Dreiecks (60 Grad Winkel an der Spitze und am Zahnfuß) und sind gleich hoch (etwa 1,5 mm), so dass jedes Zahnrad in jedes andere Zahnrad eingreifen konnte. Es handelt sich um eine primitive Verzahnung, die im Kleinen von Zahn zu Zahn keine ganz gleichmäßige Übersetzung hat beziehungsweise das erste Verzahnungsgesetz nicht erfüllt.

#### Getriebe
Die Zahnräder waren zu mehreren Getrieben vereinigt, mit denen die von Hand vorgenommene Eingangsdrehung in passenden Übersetzungsverhältnissen zu den Zeigern auf der Vorder- und der Rückseite weitergeleitet wurde.

#### Einstellelement
Mittels eines seitlich angebrachten Drehknopfs oder einer Kurbel konnten über ein Winkel-Getriebe alle Zahnräder und damit alle Anzeigen des Mechanismus in Bewegung gesetzt werden.

#### Reparaturen
Der Mechanismus wurde mindestens einmal repariert, als eine der vier Speichen am Hauptantriebsrad ausgetauscht wurde. Weiterhin soll noch ein Zahn eines Zahnrads ausgetauscht worden sein. Dies zeigt, dass der Apparat oft benutzt wurde.

Räder-Schema des Mechanismus, Schnittbild, Stand 08/2012, kursiv gekennzeichnete Zahnräder sind hypothetisch

## Anzeigen

### Astronomische Perioden
Der Zweck des Mechanismus war, die gleichzeitig verlaufenden periodischen Himmelsbewegungen der Sonne und des Mondes nachzubilden und die gegenseitigen Bezüge ihrer Perioden-Dauern darzustellen.
Grund-Perioden sind:
- die siderische Periode der Sonne (etwa 365 Tage, das Sonnenjahr),
- die siderische Periode des Mondes (etwa 27 1⁄3 Tage für 360°-Umlauf des Mondes auf seiner Bahn),
- die synodische Periode des Mondes (etwa 29 1⁄2 Tage zwischen gleicher Mondphase).

Der Mechanismus enthielt gleichzeitig Kalenderanzeigen, denn das Sonnenjahr und der Mondmonat sind Kalender-Einheiten.
Darzustellen waren auch indirekte Perioden, die durch bestimmte einfache ganzzahlige Beziehungen zwischen Grundperioden gekennzeichnet sind:
- die Meton-Periode, die sowohl 19 Sonnenjahre als auch 235 Mondmonate lang ist,
- die Saros-Periode, die sowohl 223 Mondmonate als auch 242 drakonitische Mond-Perioden (etwa 27 1⁄5 Tage) lang ist (etwa 18 Sonnenjahre).

Die Meton-Periode ist die Basisbeziehung für die Bindung eines Mondkalenders an einen Sonnenkalender. Der Mechanismus machte diese Bindung anschaulich.
Die Saros-Periode ist die wichtigste Finsternis-Periodendauer, nach der sich alle innerhalb dieses Zeitraums stattfindenden Finsternisse während etwa 1000 Jahren wiederholen. Am Mechanismus gab es einen Zeiger, der angab, in welchem Mondmonat eine Finsternis stattfindet.
Die vermutbare Ergänzung mit der Darstellung der Planetenbewegungen unterstützt die Feststellung, dass der Antikythera-Mechanismus primär ein Modell für die Bewegung der Himmelskörper war. Seine Funktion als einstellbarer mechanischer Kalender war sekundär und eingeschränkt. Er enthielt keine Bewegungssprünge, die bei Kalendern für die Interkalationen (Schalttage und -monate) erforderlich sind.

### Vordere Anzeigen
Die große Anzeige auf der Vorderseite des Mechanismus erfolgte über zwei ringförmige Skalen, eine innere Tierkreis- und eine äußere Datumsskala.
- Die innere Ringskala war in 12 Abschnitte für die 12 Tierkreiszeichen unterteilt.
- Die äußere Ringskala benutzt zwar die Monatsnamen des ägyptischen Kalenders, welcher das Jahr in 12 Monaten zu je 30 Tagen und 5 Zusatztagen abbildet: Neuere Forschungen haben jedoch ergeben, dass sie entgegen früherer Annahmen nicht in 365, sondern nur in 354 Abschnitte unterteilt wurde, was 12 synodischen Monaten mit jeweils 29 1⁄2 Tagen entspricht.[60] Es handelt sich also nicht um einen Sonnen-(Monats)kalender, sondern um einen Mondkalender.

Über den Skalen ließen sich zwei koaxiale, untereinander synchronisierte Zeiger einstellen:
- siderischer Sonnenzeiger:
Er zeigte auf der äußeren Skala annähernd das Datum im solaren Kalenderjahr[A 2] und auf der inneren Skala die übers Jahr veränderliche Stellung der Sonne im Tierkreis an.
 Der Sonnenzeiger war zusammen mit dem Hauptrad b1 auf derselben Welle b (Hohlwelle) befestigt, eine besondere Getriebestufe entfiel.
- siderischer Mondzeiger:
Eine volle Drehung dieses Zeigers entspricht der Periode des siderischen Monats (etwa 27 1⁄3 Tage). Seine Stellung über der inneren Skala zeigte die Stellung des Mondes im Tierkreis an. 19 Sonnenjahre enthalten 254 siderische Monate. Der Mondzeiger drehte sich entsprechend öfters:
b2⁄c1 × c2⁄d1 × d2⁄e2 = 64⁄38 × 48⁄24 × 127⁄32 = 254⁄19 = 13,368…
Vom Rad e2 aus wird die Bewegung über den Umweg e5 – k1 – k2 – e6 – e1 zum Rad b3 und damit auf den Mondzeiger geführt. In jeder dieser Stufen ist das Übersetzungsverhältnis 1. Aber innerhalb einer Umdrehung findet eine periodische Schwankung dieses Verhältnisses statt, was den ungleichmäßigen Lauf des Mondes auf seiner elliptischen Umlaufbahn simuliert. Die Ungleichmäßigkeit wird durch einen leichten gegenseitigen radialen Versatz der beiden Räder k erzeugt.[57] k1 treibt k2 über einen Stift, der in einem Schlitz in k2 gleiten kann (umlaufende Kurbelschleife). Die Räder k sind auf dem großen Rad e3 gelagert, laufen also mit diesem um, wodurch auch noch die Drehung der Mondbahn im Raum (Apsiden-Drehung: einmal in etwa 8,9 Jahren) nachgebildet wird.
Apsiden-Drehung: b2⁄l1 × l2⁄m1 × m3⁄e3 = 64⁄38 × 53⁄96 × 27⁄223 = 477⁄4237 = 0,11225… = 1⁄8,882… (hypothetisch: m3)
- Mondphasen-Kugel:
 Eine auf den Mondzeiger gesteckte Kugel wird über ein Winkelgetriebe mit Übersetzungsverhältnis 1 infolge des Drehzahlunterschiedes zwischen Mond- und Sonnenzeiger angetrieben. Das zum Zifferblatt parallele Zahnrad dreht sich mit dem Sonnenzeiger. Somit dreht sich die Kugel einmal ganz zwischen zwei Zusammentreffen des Mondes mit der Sonne (etwa alle 29 1⁄2 Tage, synodischer Monat). Beim Zusammentreffen ist Neumond. Zwischen zwei Zusammentreffen zeigt die Kugel die verschiedenen Lichtgestalten des Mondes.
- Planetenzeiger:
Für die Anzeige der Stellungen der Planeten (Merkur, Venus, Mars, Jupiter und Saturn) über der Tierkreis-Skala hätte es zu denen für Sonne und Mond zusätzliche fünf koaxiale Zeiger gegeben. Die Planetenbewegungen finden ebenso wie die des Mondes in einem siderischen Monat in einem Kalender keine Anwendung. Die dennoch vorhandene Anzeige des siderischen Monats und die nicht rekonstruierbaren Anzeigen der Planetenbewegungen sind ein Indiz dafür, dass die vorderen Anzeigen am Antikythera-Mechanismus primär ein mechanisches Modell für die Bewegungen aller beweglichen Himmelskörper und nur sekundär ein einstellbarer mechanischer Kalender waren.

Von der großen vorderen Anzeige hat sich nur ein kleines Bruchstück in Form des Fragments C erhalten. Dort zeigt der innere Ring die Sternbilder Virgo (Jungfrau) und Libra (Waage), die bei den Griechen Parthenos (Παρθένος, Jungfrau) und Chelai Skorpiou (Χηλαί Σκορπίου, Klauen des Skorpions) hießen. Der äußere Ring zeigt die ägyptischen Monate Pachon (‚März‘) und Payni (‚April‘). Außerdem ist noch ein Zeiger zu sehen.

### Hintere obere Anzeigen

#### Hintere obere Anzeige (Meton-Periode)
235 synodische Monate (je etwa 29 ½ Tage) sind in 19 Sonnenjahren beziehungsweise in einem sogenannten Meton-Jahr (Großes Jahr) enthalten. Synchron mit dem Sonnenzeiger ließ sich mit einem anderen Zeiger das zu einem Jahresdatum passende Monddatum auf einer 235 synodische Monate langen Mondkalenderskala anzeigen. Die Anzeige erfolgte grob, denn die Skala war nur in Monaten skaliert. Letztere war oben auf der Rückseite des Mechanismus spiralförmig (fünf ganze Umgänge) angebracht.
- synodischer Mondzeiger:
Der entsprechende Zeiger konnte sich fünfmal öfter drehen, als über einer Skala mit nur einem Umgang.b2⁄l1 × l2⁄m1 × m2⁄n1 = 64⁄38 × 53⁄96 × 15⁄53 = 5⁄19 = 0,26315… (hypothetisch: n1)
Ein auf dem Zeiger angebrachter Schieber griff in eine spiralige Nut ein. Damit wurde derjenige Umgang, auf dem die Anzeige momentan erfolgte, gekennzeichnet.

Damit war diese Anzeige ein gebundener Mondkalender, der die Monate von 1 bis 12 zählt und in Paketen zu 12 oder 13 Monaten (Schalt- als 13. Monat) zu Kalenderjahren bündelt. Die 235 Monate waren mit aus einem korinthischen Kalender stammenden Namen auf der Spiralskala vermerkt.

#### Kleine linke Anzeige hinten oben (Kallippische Periode)
Der Fund der Zahl 76 in den Inschriften führte zur Annahme, dass damit die 76 Sonnenjahre lange Kallippische Periode gemeint ist und dass dafür eine Anzeige existierte. Die Gruppe um Freeth hat diese Anzeige links neben die Olympiade-Anzeige gesetzt und das gefundene Zahnrad q1 dafür verwendet.
- Kallippus-Zeiger:
Der entsprechende Zeiger drehte sich 1⁄4-mal, wenn sich der Meton-Zeiger fünfmal (5 Umgänge für 19 Jahre) drehte.
n2⁄p1 × p2⁄q1 = 15⁄60 × 12⁄60 = 1⁄20 = 0,05 = 1⁄5 × 1⁄4. (hypothetisch: n2, p1 und p2)

Die Meton-Periode war von den Astronomen zur Zeit Metons außer mit 19 Sonnenjahren mit 6.940 Tagen gleichgesetzt worden. Zur Zeit des Kallippos wurde angenommen, dass diese Zahl 1⁄4 Tag zu lang sei. In ganzen Tagen ausgedrückt hieß das, dass 76 Sonnenjahre (vier Meton-Perioden) um einen Tag zu kürzen waren. Die Kallippische Periode wurde mit 76 Sonnenjahren und 27.759 Tagen ((4 × 6940) − 1) gleichgesetzt. Bei der entsprechenden Anwendung des Mechanismus von Antikythera war die Tagesanzeige des 76-mal durchgedrehten vorderen Sonnenzeigers momentan bezüglich einer mit 365 1⁄4 Tagen angenommenen Jahreslänge fehlerfrei.

#### Kleine rechte Anzeige hinten oben (Vierjahresperiode/Olympiade)
Der Olympiade-Kalender war für die griechische Zeitrechnung wichtig, die in Olympiaden, also Vierjahresperioden, erfolgte. So wurden die Daten historischer Ereignisse als im Jahr 1, 2, 3 oder 4 einer bestimmten Olympiade angegeben.
- Olympiade-Zeiger:
Der entsprechende Zeiger drehte sich einmal, wenn sich der vordere Sonnenzeiger viermal drehte.b2⁄l1 × l2⁄m1 × m2⁄n1 × n3⁄o1 = 64⁄38 × 53⁄96 × 15⁄53 × 57⁄60 = 0,25 = 1⁄4. (hypothetisch: n1, n3, o1)

Auf diesem geviertelten Kreis waren Panhellenische Wettkampfspiele an sechs Wettkampfstätten vermerkt. Von den Eintragungen konnten fünf identifiziert werden. Es handelt sich um die Olympischen Spiele in Olympia, die Pythischen Spiele in Delphi, die Isthmischen Spiele in Korinth, die Nemëischen Spiele in Nemea und die Naaischen Spiele in Dodona. Von diesen fanden die Isthmischen und Nemëischen Spiele im Jahr 2 und 4, die übrigen im Jahr 4 statt. Die ersten Olympischen Spiele gab es der Überlieferung zufolge im Jahr 776 v. Chr.

### Hintere untere Anzeigen

#### Hintere untere Anzeige (Saros-Periode)
223 synodische Monate (je 29,53 Tage) bilden die sogenannte Saros-Periode (18,03 Sonnenjahre). Da sich alle Finsternisse nach dieser Zeit mit ähnlichem Verlauf wiederholen, braucht sich eine Anzeige für stattfindende Finsternisse über keinen längeren Zeitraum erstrecken. Innerhalb dieses Zeitraums ist das zeitliche Schema der auftretenden Finsternisse über einen langen Zeitraum konstant. Zwischen zwei Sonnen- beziehungsweise zwei Mondfinsternissen vergehen meistens sechs (seltener fünf) Monate. Die hintere untere Anzeige war ebenfalls spiralig, sie hatte vier Umläufe. Auf ihr waren alle Sonnen- und Mondfinsternisse nach dem damals gültigen Schema aufgetragen.
- synodischer Finsterniszeiger (Saros):
Der entsprechende Zeiger konnte sich viermal öfters drehen als über einer Skala mit nur einem Umgang.b2⁄l1 × l2⁄m1 × m3⁄e3 × e4⁄f1 × f2⁄g1 = 64⁄38 × 53⁄96 × 27⁄223 × 188⁄53 × 30⁄54 = 940⁄4237 = 0,221855…; ähnlich zu 4⁄18,03 = 0,221852… (hypothetisch: m3).
In die spiralige Nut griff auch ein auf dem Zeiger angebrachter Schieber ein. Damit wurde derjenige Umgang, auf dem die Anzeige momentan erfolgte, gekennzeichnet.

Der Mechanismus von Antikythera enthielt somit auch eine Tabelle mit Zeitangaben für Sonnen- und Mondfinsternisse.
Die Monate mit Sonnen- und/oder Mondfinsternissen waren mit Kürzeln (Glyphen) versehen. Insgesamt sind 18 Monatsbeschriftungen von 51 (38 für Mondfinsternisse und 27 für Sonnenfinsternisse) erhalten geblieben. Die Beschriftungen setzten sich aus folgenden Angaben zusammen:
- Σ (ΣΕΛΗΝΗ, Selene, gr. für ‚Mond‘) für Mondfinsternisse,
- Η (ΗΛΙΟΣ, Helios, gr. für ‚Sonne‘) für Sonnenfinsternisse,
- Η\Μ (ΗΜΕΡΑΣ, Hemeras, gr. für ‚Tag‘) für am Tage stattfindend,
- Ν\Υ (ΝΥΚΤΟΣ, Nyktos, gr. für ‚Nacht‘) für in der Nacht stattfindend und
- ω\ρ (ωρα, ora, gr. für ‚Stunde‘) für die jeweilige Stunde des Tages beziehungsweise der Nacht.

Das heißt, für eine am Tage mit einem Voll- beziehungsweise mit einem Neumond stattfindende Finsternis wurde auch die Nacht- beziehungsweise die Tagesstunde angegeben.

#### Kleine Anzeige hinten unten (Exeligmos-Periode)
Die kleine Anzeige innerhalb der großen Anzeige diente der Erweiterung des Finsterniskalenders auf den dreifachen Wert der Saros-Periode. Letztere ist mit 18,03 Jahren etwa 6585 1⁄3 Tage lang. Das heißt, dass eine Finsternis nach drei Saros-Perioden (19.756 Tage) etwa wieder zur gleichen Tageszeit stattfindet. Diese längere Dauer ist die Exeligmos-Periode mit etwa 54 Jahren. Dazu war die Anzeige in drei Sektoren aufgeteilt, die anzeigten, ob die Finsternis entweder in der 0., 8. oder 16. Stunde stattfand.
- synodischer Finsterniszeiger (Exeligmos):
Der entsprechende Zeiger drehte sich 1⁄3-mal, wenn sich der Finsternis-Zeiger viermal (4 Umgänge für 18,03 Jahre) drehte.
g2⁄h1 × h2⁄i1 = 20⁄60 × 15⁄60 = 0,08333… = 1⁄12 = 1⁄4 × 1⁄3.

Von dieser Anzeige wurden die beiden Zahlen 8 und 16 gefunden.

### Anzeigen-Überblick
| Lage                        | Anzeige                    | Funktion |
| --------------------------- | -------------------------- | --- |
| vorn zentral                | Große Kreisanzeige         | Jahreskalender |
| vorn zentral                | mit äußerer Ringskala      | 12 Ägyptische Monate + 5 Schalttage                                                                                     |
| vorn zentral                | mit innerer Ringskala      | 12 Babylonische Tierkreiszeichen                                                                                        |
| vorn zentral                | mit Sonnenzeiger           | Jahreskalender-Datum und Lageanzeige der Sonne im Tierkreis                                                             |
| vorn zentral                | mit Mondzeiger             | Lageanzeige des Mondes im Tierkreis                                                                                     |
| vorn zentral                | mit Mondphasenkugel        | Mondphasenanzeige (Kugel auf Mondzeiger)                                                                                |
| vorn zentral                | mit fünf Ringskalen        | Umläufe und synodische Phasen der damals bekannten Planeten                                                             |
|                             |                            | |
| hinten oben zentral         | Große Spiralanzeige        | Meton-Periode (19 Sonnenjahre)                                                                                          |
| hinten oben zentral         | mit 5-teiliger Spiralskala | 235 synodische Monate, zusammengefasst in 19 lunisolaren Kalenderjahren                                                 |
| hinten oben zentral         | mit Zeiger                 | Anzeige des synodischen Monats 1, 2, … oder 235 und des lunisolaren Kalenderjahres 1, 2, … oder 19 in der Meton-Periode |
| hinten oben zentral links   | Kleine Kreisanzeige        | Kallippus-Periode (76 Sonnenjahre)                                                                                      |
| hinten oben zentral links   | mit Zeiger                 | Anzeige der 19-jährigen Teilperiode 1, 2, 3 oder 4 in der Kallippus-Periode                                             |
| hinten oben zentral rechts  | Kleine Kreisanzeige        | Olympiaden-Periode (4 Kalenderjahre)                                                                                    |
| hinten oben zentral rechts  | mit Zeiger                 | Anzeige des Jahres 1, 2, 3 oder 4 in der Olympiaden-Periode                                                             |
|                             |                            | |
| hinten unten zentral        | Große Spiralanzeige        | Saros-Periode (≈ 18 Sonnenjahre)                                                                                        |
| hinten unten zentral        | mit 4-teiliger Spiralskala | 223 synodische Monate, zusätzlich mit Sonnen- oder Mondfinsternis skaliert                                              |
| hinten unten zentral        | mit Zeiger                 | Anzeige des synodischen Monats mit einer Sonnen- oder Mondfinsternis                                                    |
| hinten unten zentral rechts | Kleine Kreisanzeige        | Exeligmos-Periode (≈ 54 Sonnenjahre)                                                                                    |
| hinten unten zentral rechts | mit Zeiger                 | Anzeige der 18-jährigen Teilperiode 1, 2, oder 3 in der Saros-Periode                                                   |

## Inschriften und Skalenbeschriftungen
Der Mechanismus wies vier große Inschriftenflächen auf, die sich auf den dem Apparat zugewandten Innenseiten des vorderen und hinteren Deckels sowie auf den Freiflächen ober- und unterhalb der Anzeigen der Vorder- und Hinterseite befanden. Außerdem waren alle Skalen beschriftet, wobei ihre Skalenwerte vorwiegend mit Worten – nicht nur mit Ziffern oder Symbolen – angegeben waren.
Von vermuteten etwa 15.000 Buchstaben haben sich rund 3.000 Buchstaben erhalten (Relation zwischen der Fläche des erhaltenen Texts und der mutmaßlichen Fläche des ursprünglich vorhandenen Texts), wobei zu berücksichtigen ist, dass für Zahlen die griechischen Buchstaben in der griechischen Zahlschrift benutzt wurden.
Die Schrifthöhe reicht von 2,7 mm im Parapegma auf der Vorderseite bis zu 1,2 mm in der Beschriftung der Spiralanzeigen auf der Rückseite. Die Form der Buchstaben ist typisch für Steininschriften. Das heißt: es gibt keine Lücken zwischen den einzelnen Worten, aber Lücken vor und hinter denjenigen Buchstaben, die als Ziffern dienten. Vor neuen Absätzen gibt es ebenfalls Lücken.
Der Erhaltungszustand der einzelnen Texte ist äußerst schlecht. So sind einige Beschriftungen auf den verlorenen Deckeln nur anhand ihrer Abdrücke in den Verkrustungen erhalten geblieben. Vom Text auf den Deckeln sind nur 11 Zeilen einigermaßen lesbar.
Die Texte sind in Koiné, dem allgemein gebrauchten Griechisch der damaligen Zeit, verfasst. Ausnahme sind die 12 Monatsnamen des Mondkalenders in der oberen Anzeige auf der Rückseite des Mechanismus, die dem korinthischen Dialekt entstammen und dorische Merkmale haben. Daher ist davon auszugehen, dass der Konstrukteur dieses Mechanismus korinthisches Griechisch sprach, also in Korinth oder in einer korinthischen Kolonie wie Syrakus zu Hause war und somit zum Beispiel Archimedes (* 287 v. Chr.; † 212 v. Chr.) oder ein Schüler von ihm gewesen sein kann.

### Inhalt der Beschriftungen
Die Flächen auf den Innenseiten der beiden Deckel enthielten eine Gebrauchsanweisung für den Mechanismus in relativ geringer Schrifthöhe. Beispiele sind:
- Auf Fragment E befindet sich der nur 2 mm hohe griechische Text: „Spirale unterteilt in 235 Abschnitte“, was ein Hinweis auf die Meton-Periode mit 235 Mond-Monaten ist.[63]
- Fragment 19 enthält die griechischen Worte „76 Jahre“ und „19 Jahre“, was ein Hinweis auf die Anzeige der 19-jährigen Meton-Periode und der 76-jährigen Kallipischen Periode auf der Rückseite des Mechanismus ist.[63]

Die Flächen oberhalb und unterhalb der großen vorderen Anzeige enthielten Listen (Parapegmas) mit den morgen- und abendlichen Auf- und Untergängen wichtiger Sterne und Sternbilder.

### Buchstaben zur Teilekennzeichnung
Jedes Teil und jedes Loch wies einen Identifikationsbuchstaben auf, der als Hilfe bei der Montage diente.

## Gebrauch des Mechanismus
Der Mechanismus von Antikythera war ein bewegliches Modell für die von der Erde aus beobachtbaren Bewegungen von Sonne, Mond und vermutlich auch der Planeten, die mit mehreren zueinander synchron bewegten Zeigern nachgebildet wurden.

### Anzeigen auf der Vorderseite
Auf der vorderen großen Anzeigefläche drehten sich die zueinander koaxialen Zeiger – je einer pro Himmelskörper –, wobei die unterschiedlichen Umlaufgeschwindigkeiten und Bewegungsrichtungen (zeitweiser Rücklauf der Planeten) veranschaulicht wurden.
In einer Momentaufnahme oder einer bestimmten Einstellung ließen sich auf der vorderen Doppelskala die zum Kalenderdatum des Jahres (durch die Stellung der Sonne angegeben) gehörenden momentanen Stellungen der Himmelskörper im Tierkreis erkennen. Das momentane Jahr war nicht ablesbar. Falls nur die gegenseitigen Stellungen von Sonne und Mond betrachtet wurden oder keine Planetenanzeigen existierten, konnte es eines von 19 möglichen Jahren sein.
Das Jahresdatum war bis etwa einen Tag ungenau, denn die Umlaufzeit des Sonnenzeigers war immer gleich, während das Kalenderjahr 365 oder 366 Tage lang sein konnte.
2021 wurden die Funktion von fünf der neun Ringanzeiger auf der Vorderseite aller Wahrscheinlichkeit nach endgültig geklärt. Es handelt sich um die Anzeige der Umläufe und synodischen Phasen der fünf damals bekannten Planeten, wobei der Berechnung der Planetenbewegungen das ptolemäische Weltbild mit seiner Theorie der Epizyklen zugrunde lag.

### Anzeigen auf der Rückseite
Das Einstellen auf oder das Drehen durch den vorn befindlichen Jahreskalender wurde synchron auf zwei Zeiger über spiraligen Skalen auf der Rückseite des Mechanismus übertragen. Beide Skalen waren mit dem synodischen Mond-Monat als Einheit unterteilt.
Der spiralige Mondkalender war mit den 13 Monatsnamen eines damals gebrauchten gebundenen Mondkalenders skaliert. Beim 19-maligen Drehen des vorderen Sonnenzeigers (19 solare Kalenderjahre) wurden hinten 235 Skaleneinheiten (235 synodische Monate) durchfahren. Der als Meton-Zyklus bekannte astronomische Zusammenhang (19 siderische Sonnen-Perioden sind etwa gleich 235 synodischen Mond-Perioden) wurde auf diese Weise dargestellt. Andererseits konnte erkannt werden, welches der 19 gebundenen Mondkalender-Jahre mit einem Schaltmonat auf 13 Mondkalender-Monate zu verlängern war. Die Anzeige einer Meton-Periode als ein Viertel der Kallippischen Periode war eine Beigabe. Der in die spiralige Rille eingreifende Schieber musste jeweils an den Spiralenanfang zurückgesetzt werden, damit sich drei weitere Meton-Anzeigen auf die Kallippische Anzeige übertragen ließen.
Um den Mondkalender gebrauchen zu können, musste bekannt sein, für welche historischen 19 Jahre er angefertigt wurde, beziehungsweise welches der Jahre 1 bis 19 das gegenwärtige war.
Auch für den Gebrauch der beigegebenen Olympiaden-Anzeige war die Kenntnis des zur Zeit gültigen dieser vier Jahre erforderlich.
Die spiralige Skala des rückseitigen Finsterniskalenders war 223 synodische Mond-Einheiten (etwa 18 siderische Sonnen-Perioden) lang. Nach diesem Zeitintervall wiederholen sich die Finsternisse über mehrere Jahrhunderte regelmäßig innerhalb eines Tages wieder. Deshalb genügte eine Liste mit den in dieser sogenannten Saros-Periode stattfindenden unterschiedlichen Finsternissen. Auf dieser dem Finsterniszeiger als Finsternisskala unterlegten Liste waren diejenigen synodischen Monate markiert, in denen eine Sonnenfinsternis (bei Neumond) oder/und eine Mondfinsternis (bei Vollmond) stattfand. Nach drei Saros-Perioden (etwa 54-jährige Exeligmos-Periode) finden die Finsternisse sogar etwa zur gleichen Tageszeit statt. Die entsprechende Zusatzanzeige mit drei Saros-Perioden pro Umdrehung diente zur Angabe, ob die auf der Hauptskala angegebene Tageszeit galt, oder ob 1⁄3 oder 2⁄3 Tage zu addieren waren. Der in die spiralige Rille eingreifende Schieber musste jeweils an den Spiralenanfang zurückgesetzt werden, damit sich zwei weitere Saros-Anzeigen auf die Exeligmos-Anzeige übertragen ließen.
Der Finsterniskalender konnte nach etwa 54 Jahren wiederverwendet werden. Da kein Bezug zur 19-jährigen Meton-Periode besteht, musste bekannt sein, für welche historischen 54 Jahre der Finsterniskalender angefertigt wurde, oder welche der dreimal 223 synodischen Mond-Perioden die gegenwärtige war, um ihn für die Vorhersage von Finsternissen gebrauchen zu können.

## Nachbauten

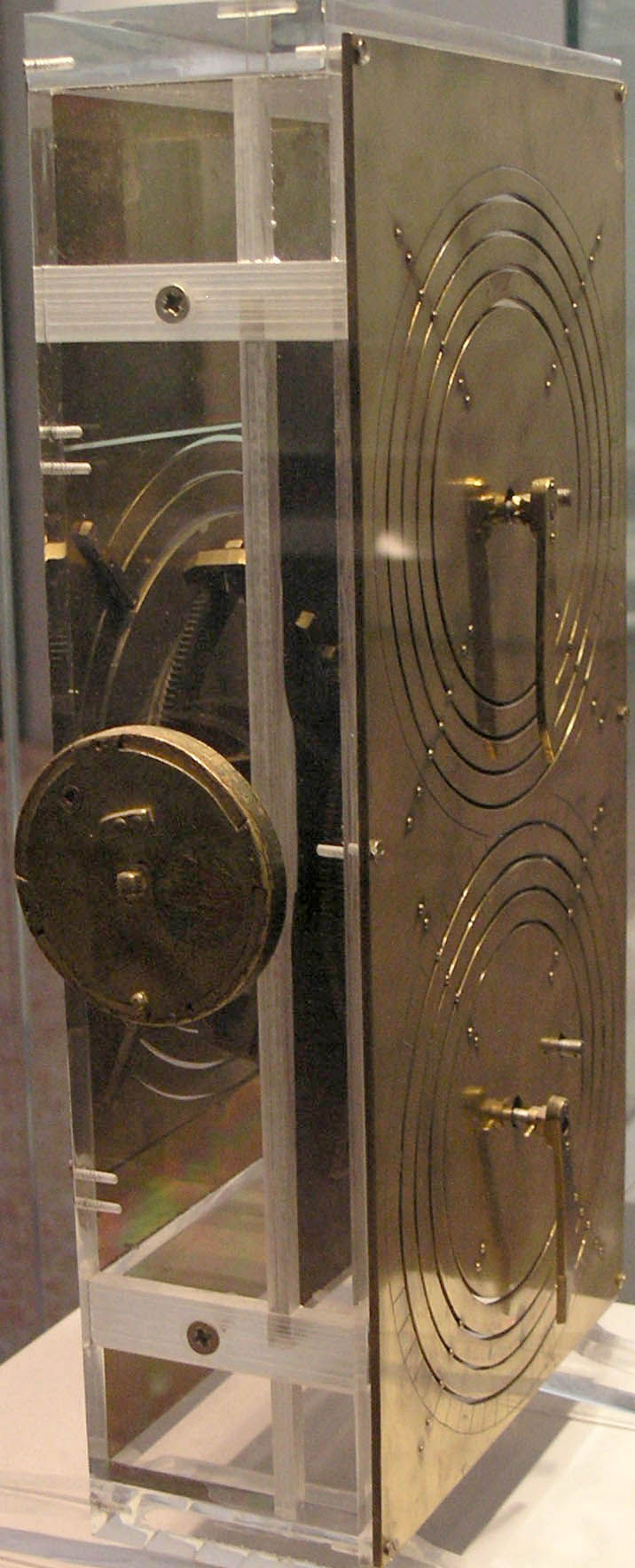
Rekonstruktion nach Derek de Solla Price im Archäologischen Nationalmuseum (Athen)
Seitenansicht und Rückseite

Eine frühe materielle Teilrekonstruktion wurde von Allan Bromley zusammen mit dem Uhrmacher Frank Percival aus Sydney angefertigt, bevor er gemeinsam mit Michael Wright den Mechanismus von Antikythera 1990 bis 1993 tomographisch röntgen konnte. Die Notwendigkeit der genaueren Röntgenanalyse des Originalmechanismus ergab sich aus seinem Nachbau, der trotz Verlegung des Antriebs auf das schnellere große Zahnrad im Inneren noch nicht leicht genug lief. Er lief aber viel besser als ein Nachbau von Derek de Solla Price. An der weiteren Entwicklung der Forschung konnte Bromley, der 2002 starb, nicht teilnehmen. Der Nachbau von Percival und Bromley befindet sich im Powerhouse Museum in Sydney.
Michael Wright hat seine Forschungen von Anfang an anhand realer Modelle geprüft. Er hat diese zusätzlich mit einem die Bewegungen der Planeten anzeigenden Teil versehen, wofür aber keine Räderfragmente gefunden wurden. Sie waren immer mit seitlicher Antriebskurbel auf das schwere vordere Hauptantriebsrad versehen. Sein jüngstes Modell enthält auch einige von späteren Forschern (insbesondere vom Engländer Tony Freeth) stammende Erkenntnisse.

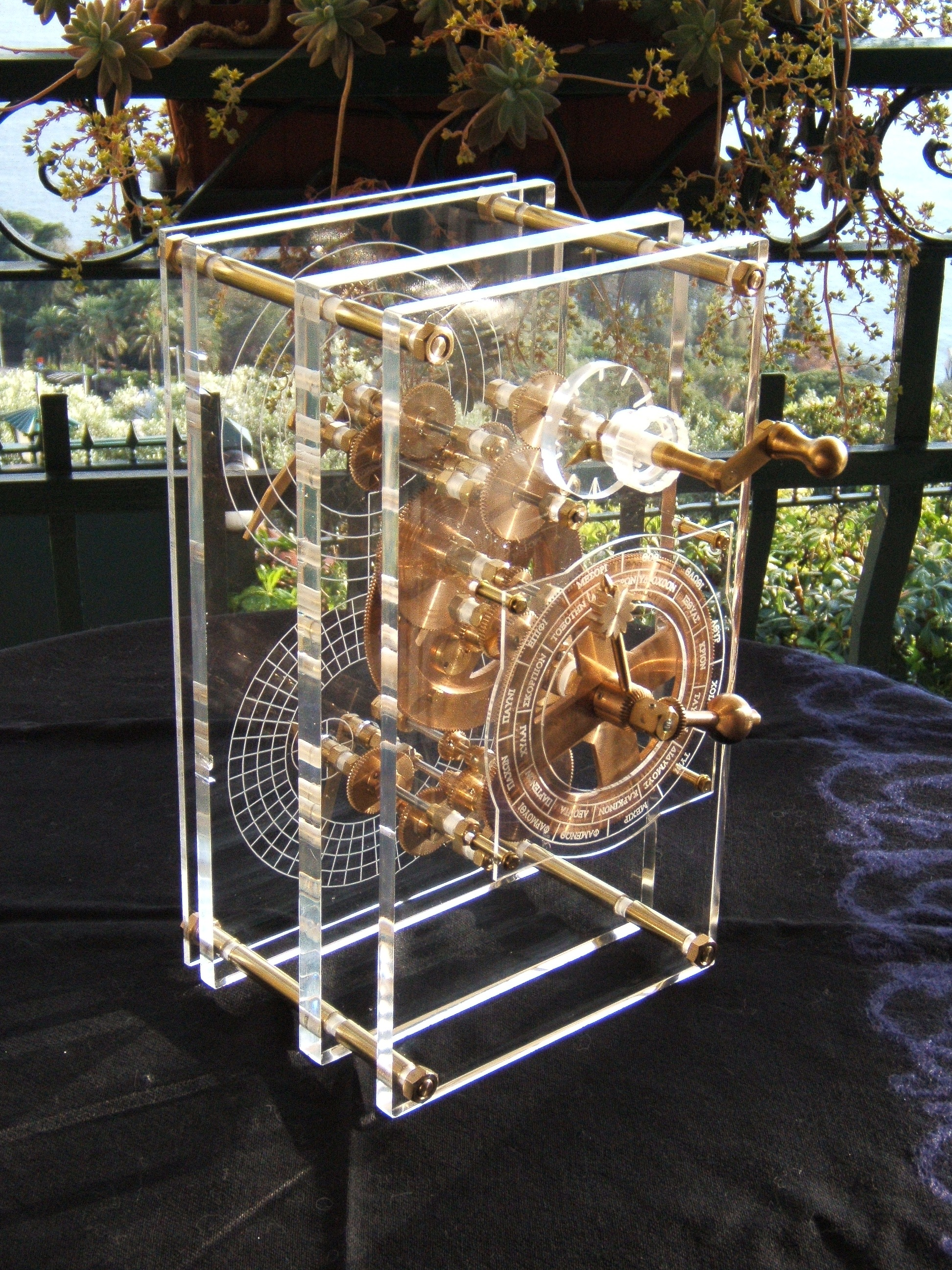
Nachbau des Antikythera-Mechanismus von Mogi Vicentini, 2007

Tony Freeth (Antikythera Mechanism Research Project) hat seine Rekonstruktion lediglich virtuell „gebaut“.
Es gibt individuelle Nachbauten, die einerseits möglichst dem Original nachstreben (siehe links stehende Abbildung), andererseits lediglich ein Mechanismus sind, der die gleichen Aufgaben wie das Original zu erfüllen hat.
In mehreren Museen steht je ein Modell des Antikythera-Mechanismus:
- im Archäologischen Nationalmuseum in Athen ein von Price veranlasster und gestifteter Nachbau (siehe rechts stehende Abbildung),
- im Astronomisch-Physikalischen Kabinett in Kassel, unter der Bezeichnung: Antikythera Kalenderrechengerät,
- im Deutschen Museum in München in der Abteilung für Astronomie,[71]
- im Musée International d’Horlogerie in La Chaux-de-Fonds, hergestellt von Ludwig Oechslin (Forschungsstand 2005/06).[72]

Der englische Orrery-Bauer (Hersteller von Planetenmaschinen) John Gleave brachte eine gut funktionierende Serie des Antikythera-Mechanismus in den Handel. Sie entsprach etwa der ersten Rekonstruktion von Wright ohne die spiraligen Anzeigen auf der Rückseite.
Der Genfer Uhrenhersteller Hublot hat als Hommage an den Mechanismus von Antikythera und für Werbezwecke im Oktober 2011 auf der Messe Belles Montres in Shanghai eine Variante mit modernem Design vorgestellt.
Der Youtuber Clickspring arbeitet seit Anfang 2017 an einem Nachbau des Mechanismus. Er verwendet moderne Werkzeuge und Maschinen, fügt aber Versuche bei, einige antike Werkzeuge herzustellen und auch damit zu arbeiten.

## Trivia
Im Film Indiana Jones und das Rad des Schicksals (2023) spielt eine fiktive Version des Mechanismus eine tragende Rolle. Auch im Film Stonehenge Apokalypse (2010) kommt eine abgewandelte Version des Mechanismus vor.

## Dokumentarfilme
- Die Wundermaschine von Antikythera. Dokumentarfilm, Frankreich, Griechenland, Großbritannien, 2012, 74 Min., Regie: Mike Beckham, Produktion: Images First, arte, ERT, NHK, Inhaltsangabe von arte.
- Harald Lesch: Ungelöste Fälle der Archäologie: Verlorenes Wissen ZDF, Serie TerraX, 2018,  Dokumentation mit der Replik aus dem Astronomisch-physikalischen Kabinett Kassel. (online in der ZDF-Mediathek, abrufbar bis 25. März 2028)
- BBC REEL: Unlocking the secrets of the world's oldest computer. Antikythera. Video by Harriet Constable. 15. Juli 2021 (en), abgerufen am 1. August 2021